# Halowe Mistrzostwa Europy w Lekkoatletyce 1978 – bieg na 1500 m mężczyzn
Bieg na 1500 metrów mężczyzn – jedna z konkurencji biegowych rozgrywanych podczas halowych lekkoatletycznych mistrzostw Europy w hali Palasport di San Siro w Mediolanie. Eliminacje zostały rozegrane 11 marca, a bieg finałowy 12 marca 1978. Zwyciężył reprezentant Finlandii Antti Loikkanen. Tytułu zdobytego na poprzednich mistrzostwach nie obronił Jürgen Straub z Niemieckiej Republiki Demokratycznej, który tym razem wywalczył brązowy medal.

## Rezultaty

### Eliminacje
Rozegrano 3 biegi eliminacyjne, do których przystąpiło 18 biegaczy. Awans do finału dawało zajęcie jednego z pierwszych dwóch miejsc w swoim biegu (Q). Skład finału miał pierwotnie być uzupełniony przez dwóch zawodników z najlepszymi czasami spośród przegranych (q). Jednakże w trzecim biegu eliminacyjnym zawodnicy przebiegli wskutek omyłki sędziów nie 1500, a 1700 metrów. Dlatego zdecydowano, by do biegu finałowego dopuścić również zawodników, którzy zajęli 3. i 4. miejsce w tym przedbiegu
Opracowano na podstawie materiału źródłowego.
Bieg 1
| Miejsce | Zawodnik          | Czas   | Uwagi |
| ------- | ----------------- | ------ | ----- |
| 1       | Eberhard Helm     | 3:43,3 | Q     |
| 2       | János Zemen       | 3:43,7 | Q     |
| 3       | Bernhard Vifian   | 3:43,9 |       |
| 4       | Henryk Wasilewski | 3:45,7 |       |
| 5       | Robert Nemeth     | 3:47,4 |       |
| 6       | Kor Louws         | 3:52,7 |       |

Bieg 2
| Miejsce | Zawodnik            | Czas   | Uwagi |
| ------- | ------------------- | ------ | ----- |
| 1       | Francis Gonzalez    | 3:39,6 | Q     |
| 2       | Antti Loikkanen     | 3:39,6 | Q     |
| 3       | Tamás Szántó        | 3:40,7 | q     |
| 4       | Joost Borm          | 3:43,2 | q     |
| 5       | Vittorio Fontanella | 3:52,7 |       |

Bieg 3
| Miejsce | Zawodnik            | Czas | Uwagi |
| ------- | ------------------- | ---- | ----- |
| 1       | Thomas Wessinghage  |      | Q     |
| 2       | Jürgen Straub       |      | Q     |
| 3       | José Manuel Abascal |      | q     |
| 4       | Anatolij Mamontow   |      | q     |
| 5       | András Zsinka       |      |       |
| 6       | Wybo Lelieveld      |      |       |
| 7       | Juhani Sams         |      |       |

### Finał
Opracowano na podstawie materiału źródłowego.
| Miejsce | Zawodnik            | Czas    | Uwagi   |
| ------- | ------------------- | ------- | ------- |
| 1       | Antti Loikkanen     | 3:38,16 | CR · NR |
| 2       | Thomas Wessinghage  | 3:38,23 |         |
| 3       | Jürgen Straub       | 3:40,2  |         |
| 4       | José Manuel Abascal | 3:40,3  |         |
| 5       | Anatolij Mamontow   | 3:41,1  | NR      |
| 6       | János Zemen         | 3:43,0  |         |
| 7       | Francis Gonzalez    | 3:43,4  |         |
| 8       | Joost Borm          | 3:45,2  |         |
| 9       | Eberhard Helm       | 3:46,8  |         |
| 10      | Tamás Szántó        | 3:49,0  |         |